# José de Santa Rita Durão
José de Santa Rita Durão, brazilski avguštinec, pesnik in pedagog, * 1720, Marianna, † 1784, Lizbona.
Po študiju na Univerzi v Coimbri je postal avguštinec. Deloval je v Španiji, Italiji in v Braziliji.